# (13024) Conradferdinand
(13024) Conradferdinand est un astéroïde de la ceinture principale.

## Description
(13024) Conradferdinand est un astéroïde de la ceinture principale. Il fut découvert le 11 janvier 1989 à Tautenburg par Freimut Börngen. Il présente une orbite caractérisée par un demi-grand axe de 2,40 UA, une excentricité de 0,10 et une inclinaison de 5,7° par rapport à l'écliptique.

## Compléments